# Karacaoğlan
Karacaoğlan (1606-1679) fue un poeta turco. 
Karacaoğlan procedía de una familia turcomana de las montañas de Tarso (Sur de Anatolia). De sus poemas conocemos que realizó numerosos viajes al extranjero. Escribió numerosos poemas compuestos bajo los estilos poéticos de la poesía costumbrista anatolia como "koşma", "türkü", "mani", "varsağı", "üçleme", "destan", "güzelleme" y "koçaklama". Sus obras tienen elementos característicos como el amor, la naturaleza y el heroísmo. Aprovechándose de su conocimiento del saz, un instrumento musical, se dice que este trovador anatolio conquistó muchos corazones femeninos. Desde este punto de vista Karacaoğlan fue uno de los primeros poetas turcos que describió las relaciones amorosas apasionadas entre hombre y mujeres. Su poesía es incluso hoy en día una gran fuente de inspiración para algunos grupos musicales del folclore turco. 

## Un ejemplo de su obra poética
Vara vara vardım ol kara taşa

Hasret ettin beni kavim kardaşa

Sebep ne gözden akan kanlı yaşa

Bir ayrılık bir yoksulluk bir ölüm

Nice sultanları tahttan indirdi

Nicesinin gül benzini soldurdu

Nicelerin gelmez yola gönderdi

Bir ayrılık bir yoksulluk bir ölüm

Karac'oğlan der ki kondum göçülmez

Acıdır ecel şerbeti içilmez

Üç derdim var birbirinden seçilmez

Bir ayrılık bir yoksulluk bir ölüm

- Datos: Q3667328
- Multimedia: Karacaoğlan / Q3667328